# Himorogi

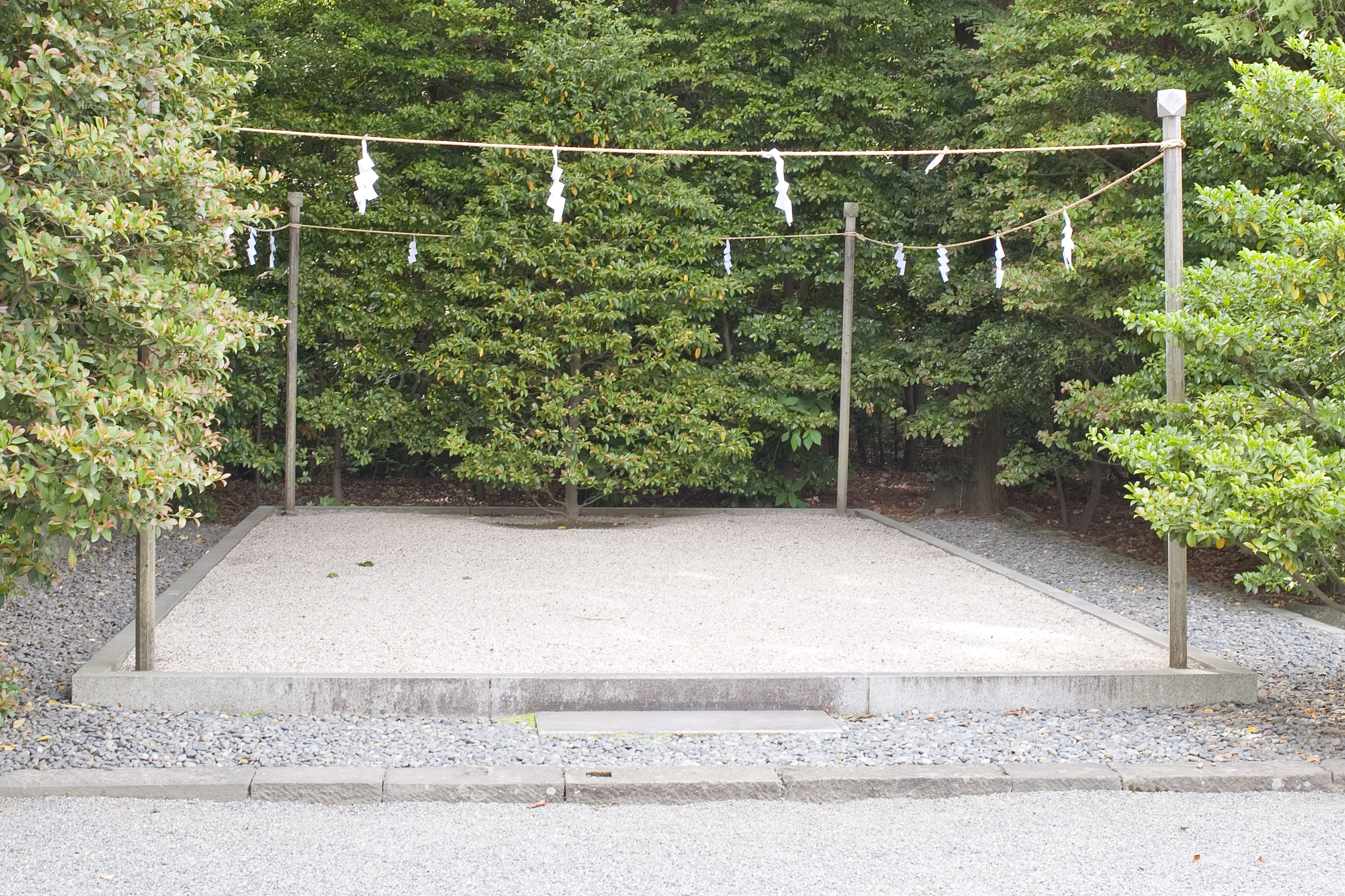
Himorogi w chramie Tsurugaoka Hachiman-gū, w Kamakurze

Himorogi (jap. 神籬; arch. dosł. „boskie ogrodzenie”) – gęste skupisko drzew, gdzie jak wierzono zamieszkiwali bogowie; prymitywny chram pierwotnie pas świętej ziemi otoczony wiecznie zielonymi roślinami.

## Opis
Pochodzące z głębokiej starożytności himorogi odnoszą się obecnie do tymczasowo wzniesionej świętej przestrzeni lub „ołtarza" używanego jako miejsce kultu. Przestrzeń ta jest tworzona poprzez rozgraniczenie obszaru fizycznego gałęziami bambusa lub wiecznie zielonego drzewa o nazwie sakaki (Cleyera japonica) w czterech rogach, między którymi poprowadzone są święte liny graniczne (shimenawa). Pośrodku obszaru wznosi się duża gałąź sakaki ozdobiona świętymi emblematami hakuhei jako yorishiro: (1) przedmiot reprezentujący boskiego ducha; (2) przedmiot, do którego duch jest przyciągany lub przywoływany; (3) przedmiot lub zwierzę zajmowane przez kami, (4) fizyczna reprezentacja obecności kami, w kierunku której odprawiane są obrzędy kultu.
W wyszukanych przypadkach himorogi można zbudować, umieszczając na ziemi szorstką słomianą matę, a następnie wznosząc na niej ceremonialny ośmionożny stojak i dekorując go ramą, na której znajdują się shimenawa. W centrum wznosi się gałąź sakaki z zawieszonymi na niej shide jako ognisko kultu. 
Zwyczaj stawiania himorogi przetrwał również podczas obrzędu oczyszczenia miejsca pod budowę nowego domu.

## Galeria

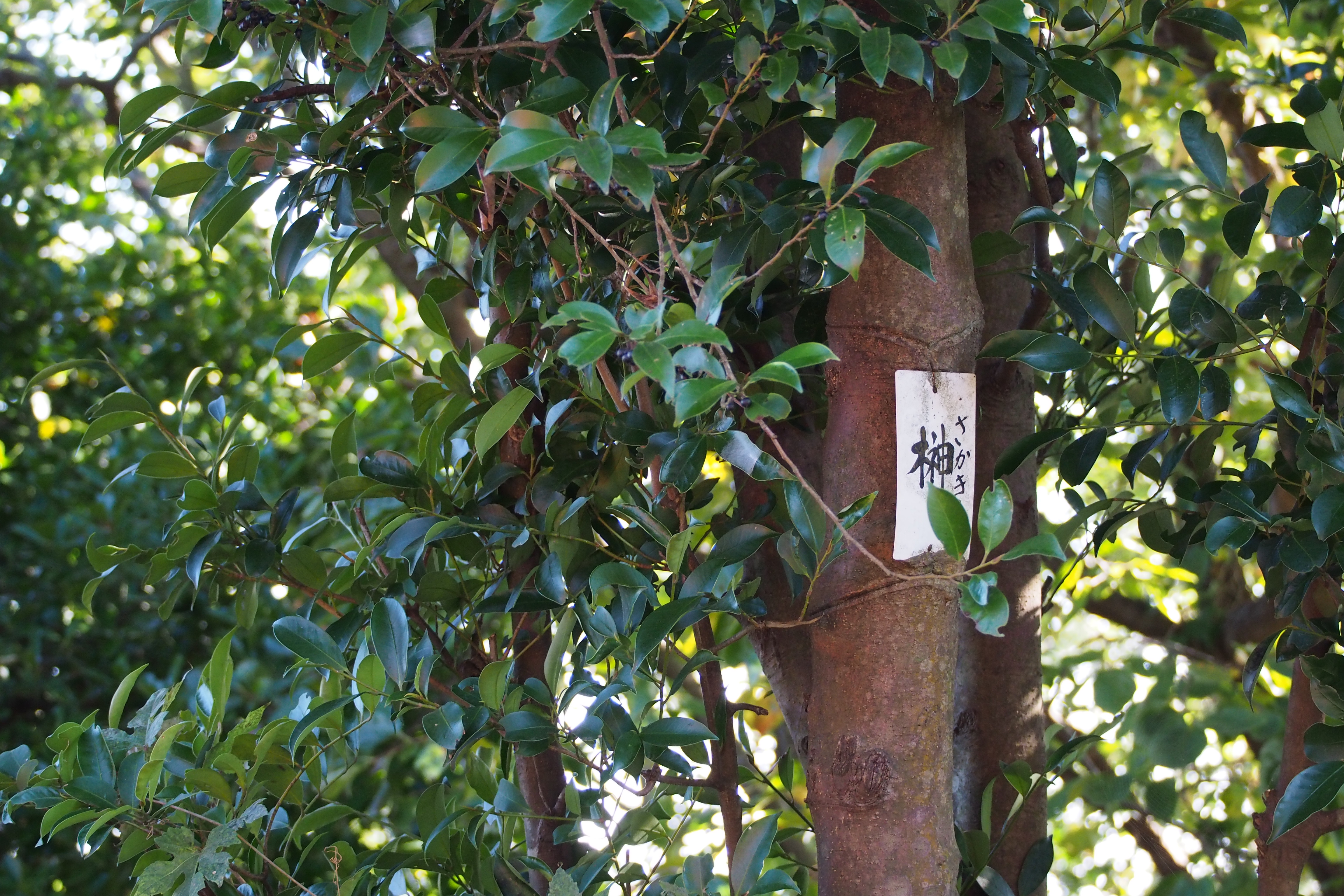
Sakaki (Cleyera japonica)
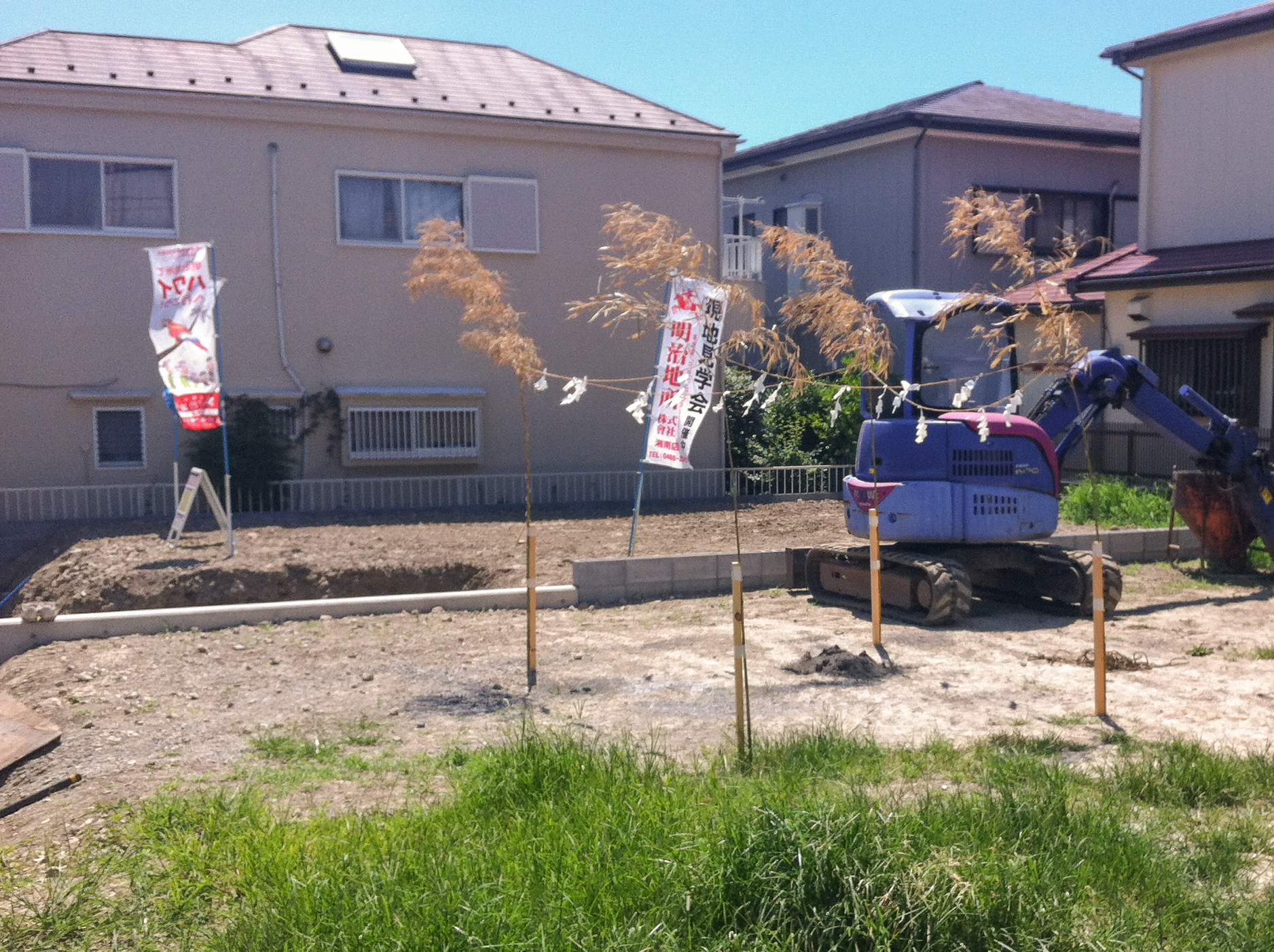
Himorogi ustawione przed budową domu
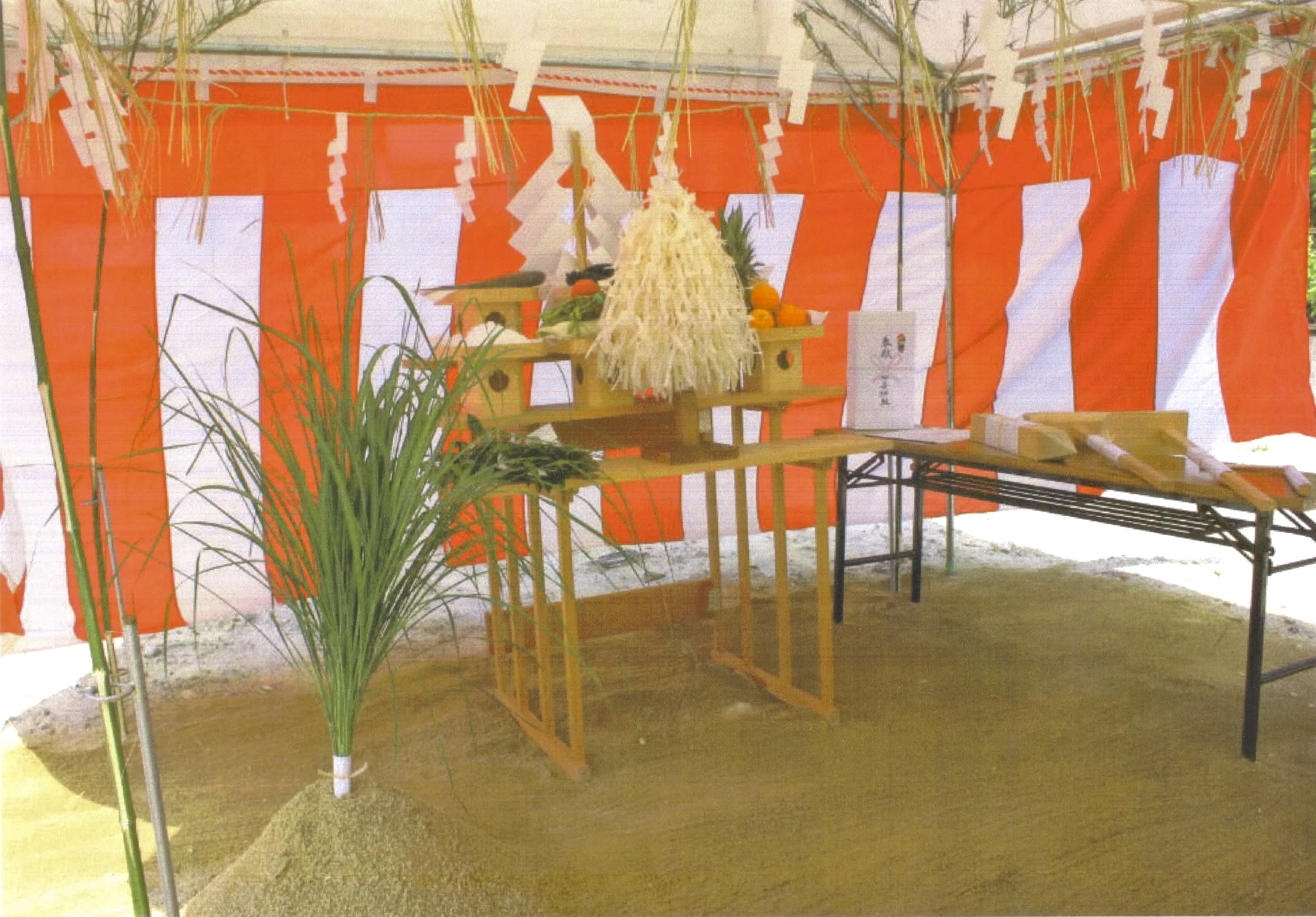
Himorogi przygotowane do ceremonii oczyszczenia placu budowy (przed jej rozpoczęciem)